# Hope under Dinmore
Hope under Dinmore – wieś w Anglii, w hrabstwie Herefordshire. Leży 15 km na północ od miasta Hereford i 194 km na północny zachód od Londynu.